# Hydroptila aierensis
Hydroptila aierensis är en nattsländeart som beskrevs av Jacquemart 1980. Hydroptila aierensis ingår i släktet Hydroptila och familjen smånattsländor. Inga underarter finns listade i Catalogue of Life.